# 峨辺イ族自治県
峨辺イ族自治県（がへん-イぞく-じちけん、四川彝語: ꊉꀜꆈꌠꊨꏦꏱꅉꑤ）は中華人民共和国四川省楽山市に位置する自治県。

## 行政区画
7鎮、6郷を管轄する
- 鎮：沙坪鎮、大堡鎮、毛坪鎮、五渡鎮、新林鎮、黒竹溝鎮、紅旗鎮
- 郷：宜坪郷、楊河郷、新場郷、平等郷、金岩郷、勒烏郷

## 交通

### 鉄道
- 中国鉄路総公司
  - 中国鉄路成都局集団公司
    - 成昆線 （成都方面）- 共和駅 (中国)（中国語版） - 峨辺駅（中国語版） -（昆明方面）

## 健康・医療・衛生
- 峨辺彝族自治県人民医院